# Municipi de Hvidovre
El municipi de Hvidovre és un municipi danès situat al nord-est de l'illa de Sjælland, al nord de la badia de Køge, a la perifèria de Copenhaguen, abastant una superfície de 25 km². Amb la Reforma Municipal Danesa del 2007 va passar a formar part de la Regió de Hovedstaden, però no va ser afectat territorialment.

## Consell municipal
Resultats de les eleccions del 18 de novembre del 2009:
| Partit                      | vots | % vots |
| --------------------------- | ---- | ------ |
| Socialdemokratiet           | 7221 | 32,6   |
| Det Radikale Venstre        | 363  | 1,6    |
| Det Konservative Folkeparti | 1597 | 7,2    |
| Socialistisk Folkeparti     | 3667 | 16,6   |
| Hvidovrelisten              | 2766 | 12,5   |
| Dansk Folkeparti            | 3242 | 14,6   |
| Fælles Kurs                 | 25   | 0,1    |
| Liste T - de rød-grønne     | 1481 | 6,7    |
| Venstre                     | 1786 | 8,1    |

### Alcaldes
| Alcalde               | Període               | Partit            |
| --------------------- | --------------------- | ----------------- |
| Milton Graff Pedersen | 1-1-2007 a 31-12-2009 | Socialdemokratiet |
|                       | 1-1-2010 a 31-12-2013 |                   |